# Imre Zachár
Imre Zachár (Budapest, 11 maggio 1890 – Budapest, 7 aprile 1954) è stato un nuotatore e pallanuotista ungherese.
Era un membro della staffetta ungherese 4x200 metri stile libero delle Olimpiadi estive del 1908 che ricevette una medaglia d'argento, nonché un membro della staffetta ungherese 4x200 metri stile libero alle Olimpiadi estive del 1912, che si qualificò per la finale, ma non gareggiò . Zachár era anche un membro della squadra ungherese di pallanuoto che partecipò al torneo del 1912.

## Palmarès

### Olimpiadi
- Argento a Londra 1908 nella staffetta 4x200 metri stile libero.